# Dicranopygium umbrophilum
Dicranopygium umbrophilum är en enhjärtbladig växtart som beskrevs av Barry Edward Hammel. Dicranopygium umbrophilum ingår i släktet Dicranopygium och familjen Cyclanthaceae. Inga underarter finns listade.